# Denzil Douglas
Pour les articles homonymes, voir Douglas.
Denzil Douglas, né le 14 janvier 1953 à Saint-Paul Capisterre, est un homme politique de Saint-Christophe-et-Niévès. Il est Premier ministre de 1995 à 2015.

## Biographie
Diplômé de l'université des Indes occidentales, Douglas devient dirigeant du Parti travailliste en 1989 et gagne l'élection générale de 1995 qui lui permet de devenir Premier ministre le 7 juillet. Il cumule ses fonctions avec celles de ministre des Affaires étrangères jusqu'en 2000.
Son parti remporte trois fois consécutives les élections législatives, en 2000, 2004 et 2010. En revanche, il est largement battu lors des élections du 16 février 2015 qui voient la victoire du parti Team Unity. Douglas doit ainsi laisser la direction du gouvernement à Timothy Harris.
Le 27 octobre 2006, il est l'invité d'honneur de la collecte de fonds pour la « Mount Carmel Pentecostal Church » dans le Bronx, aux côtés des pasteurs Judith et Moulton Esdaille, qui sont natifs de l'île.